# Pinole

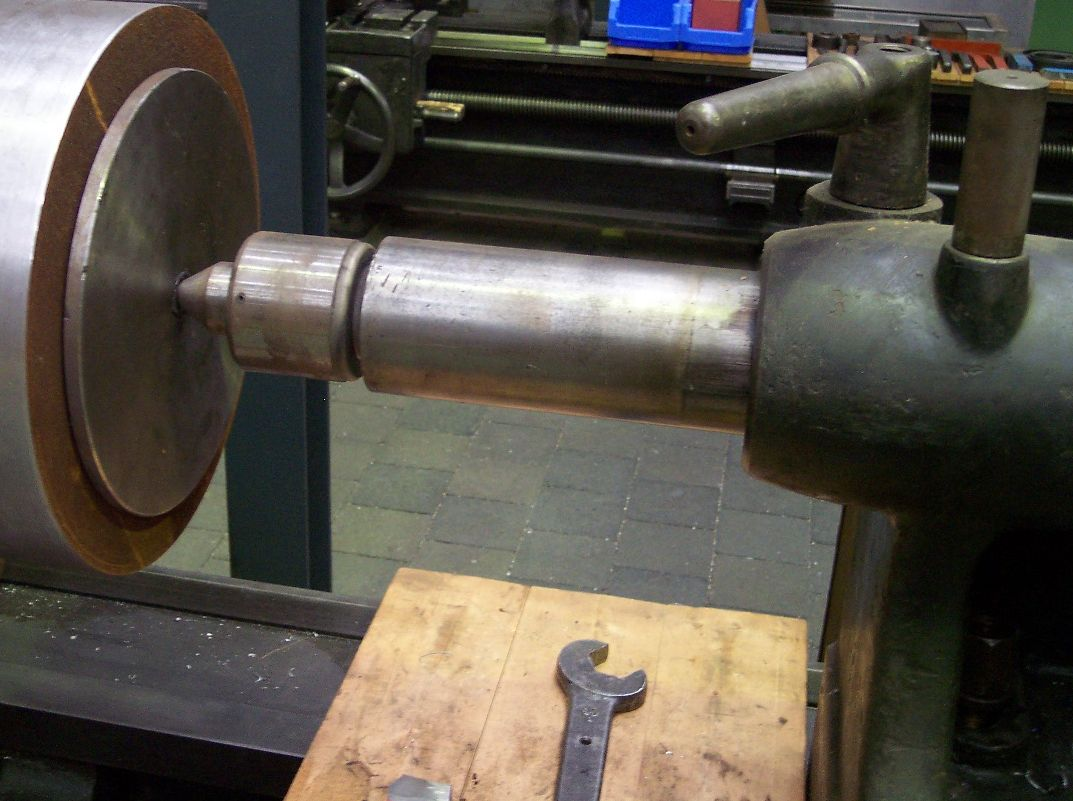
Pinole bei einer Drehmaschine

Eine Pinole ist eine hohl gebohrte Arbeitsspindel in stationären Werkzeugmaschinen, welche eine axiale Bewegung ausführen kann.
In spanenden Maschinen mit rotierendem Werkzeug, wie Bohrmaschinen, Bohrwerken und Fräsmaschinen, wird zur Übertragung des Drehmoments auf das Werkzeug sowie des Werkzeugvorschubs eine Hohlwelle verwendet, die Arbeitsspindel. Zur Aufnahme verschiedener Werkzeuge ist sie an einem Ende aufgebohrt. Die Bohrung hat eine genormte Form und Größe; meist ist sie als Morsekegel, Steilkegel oder Hohlschaftkegel ausgeführt, wodurch eine Selbstzentrierung des Werkzeugs und sicherer Halt desselben gewährleistet werden.
Eine als Pinole ausgeführte Arbeitsspindel ist, manuell oder automatisiert, axial verschiebbar gegenüber dem Support. Diese Pinolenachse (meist als w-Achse bezeichnet) kann ausgeführt sein:
- als Positionierachse, d. h. die Position wird im Voraus für die folgende Maschinenoperation fest eingestellt
- als Vorschubachse, d. h. die Position wird während der Bearbeitungsoperation als Vorschubbewegung verändert.

Im Gegensatz zum Querschieber werden dabei nur die rotierenden Teile der Spindel axial verschoben, während der Support oder Spindelkasten fest steht.
Die Pinole ist zur Aufnahme der radialen und axialen Kräfte mehrfach gelagert, meist in Wälzlagern, jedoch zur Realisierung der Verstellbewegung in axialer Richtung gegenüber dem Gehäuse verschiebbar. Zur Übertragung der Drehbewegung und des Drehmoments ist die Pinole über Zahnräder, Riemenscheiben, Kupplungen oder andere geeignete Elemente mit dem Getriebe verbunden. In größeren Maschinen können auch zwei ineinander geschachtelte und unabhängig voneinander angetriebene Pinolen vorkommen, um den Arbeitsbereich zu erweitern.
Häufig wird auch die Spindel des Reitstocks bei Drehmaschinen als Pinole bezeichnet.